# Shelf, England
Shelf är en ort och en unparished area i distriktet Calderdale i grevskapet West Yorkshire i England. Unparished area hade 4 821 invånare år 2001. Fram till 1937 var det ett separat distrikt. Orten nämndes i Domedagsboken (Domesday Book) år 1086, och kallades då Scelf.